# Santiago Tianguistenco
Santiago Tianguistenco ist eine Stadt im mexikanischen Bundesstaat México und Sitz der Municipio Tianguistenco. Santiago Tianguistenco, von den Einheimischen oft einfach Santiago genannt, liegt etwa dreißig Kilometer südlich der Landeshauptstadt Toluca gelegen. Sie hat knapp 13.000 Einwohner (2020).

## Geografie
Sie liegt im südwestlichen Teil des Tals von Toluca am Rande des Ajusco-Gebirges, das sie von Mexiko-Stadt trennt. Der Name Tianguistenco (Tyanguistengko) stammt aus der Sprache Nahuatl und bedeutet „am Rande des tianguis“, was ein traditioneller aztekischer Markt ist. (Der Name Santiago stammt von dem frühen spanischen Namen der Stadt, „Villa de Santiago“).

## Wirtschaft
In der Vergangenheit war das Gebiet als einer der reichhaltigsten und größten Märkte im Toluca-Tal bekannt. Auch heute noch gibt es hier einen großen ständigen städtischen Markt sowie einen wöchentlichen Markt, der einen Großteil des historischen Zentrums einnimmt. Neben dem Handel beherbergt die Gemeinde einen großen Industriestandort, an dem Nutzfahrzeuge hergestellt werden. In der Gemeinde gibt es auch eine Gemeinde namens Gualupita, die für ihre Wollartikel bekannt ist.

## Söhne und Töchter der Stadt
- Carlos Hank González (1927–2001), Politiker
- Salvador Sánchez (1959–1982), Boxer